# Ja Morant
Temetrius Jamel "Ja" Morant (Dalzell, 10 augustus 1999) is een Amerikaans basketballer die als point guard speelt voor de Memphis Grizzlies in de National Basketball Association.

## Carrière
Morant speelde collegebasketbal voor de Murray State Racers, voordat hij zich in 2019 kandidaat stelde voor de draft. Hij werd in de eerste ronde gekozen als tweede, door de Memphis Grizzlies en speelde een zeer goed rookie-seizoen waardoor hij werd uitgeroepen tot NBA Rookie of the Year en NBA All-Rookie First Team. In 2022 werd Morant voor de eerste keer geselecteerd voor de NBA All-Star Game en kwam daarin uit als starter. Hij werd op het einde van het seizoen ook verkozen tot NBA Most Improved Player.

## Erelijst
- NBA Rookie of the Year: 2020
- NBA All-Rookie First Team: 2020
- NBA Most Improved Player Award: 2022
- NBA All-Star: 2022

## Statistieken

### Regulier seizoen
| Seizoen  | Team              | WG  | WS  | MPW  | 2P%  | 3P%  | FW%  | RPW | APW | SPW | BPW | PPW  |
| -------- | ----------------- | --- | --- | ---- | ---- | ---- | ---- | --- | --- | --- | --- | ---- |
| 2019/20  | Memphis Grizzlies | 67  | 67  | 31,0 | 47,7 | 33,5 | 77,6 | 3,9 | 7,3 | 0,9 | 0,3 | 17,8 |
| 2020/21  | Memphis Grizzlies | 63  | 63  | 32,6 | 44,9 | 30,3 | 72,8 | 4,0 | 7,4 | 0,9 | 0,2 | 19,1 |
| 2021/22  | Memphis Grizzlies | 57  | 57  | 33,1 | 49,3 | 34,4 | 76,1 | 5,7 | 6,7 | 1,2 | 0,4 | 27,4 |
| Carrière | Carrière          | 187 | 187 | 32,2 | 47,4 | 32,7 | 75,4 | 4,5 | 7,1 | 1,0 | 0,3 | 21,2 |
| All-Star | All-Star          | 1   | 1   | 15,0 | 50,0 | 0,0  | —    | 1,0 | 3,0 | 0,0 | 0,0 | 6,0  |

### Play-offs
| Seizoen | Team              | WG | WS | MPW  | 2P%  | 3P%  | FW%  | RPW | APW | SPW | BPW | PPW  |
| ------- | ----------------- | -- | -- | ---- | ---- | ---- | ---- | --- | --- | --- | --- | ---- |
| 2020/21 | Memphis Grizzlies | 5  | 5  | 40,6 | 48,7 | 32,3 | 77,5 | 4,8 | 8,2 | 0,4 | 0,0 | 30,2 |